# Wrocław Nikolausz Kopernikusz repülőtér
A Wrocław Nikolausz Kopernikusz repülőtér (IATA: WRO, ICAO: EPWR) Lengyelország egyik nemzetközi repülőtere, amely Wrocław közelében található. Éves utasforgalma 2 878 054 fő (2022).

## Légitársaságok és úticélok
| Légitársaság                  | Célállomások |
| ----------------------------- | --- |
| Air France                    | Paris–Charles de Gaulle |
| Buzz                          | Szezonális charter: Corfu, Rhodes, Zakynthos |
| Corendon Airlines             | Szezonális: Antalya |
| Enter Air                     | Charter: Antalya, Hurghada, Marsa Alam Tenerife–South Szezonális charter: Bodrum, Burgas, Djerba, Faro, Fuerteventura, Funchal, Gran Canaria, Heraklion, Kos, Olbia, Palermo, Palma de Mallorca, Ras Al Khaimah, Rhodes, Tirana, Varna, Zakynthos, Zanzibar |
| Eurowings                     | Düsseldorf |
| KLM                           | Amsterdam |
| LOT                           | Tel Aviv, Varsó–Chopin |
| Lufthansa                     | Frankfurt, München |
| Norwegian                     | Oslo–Gardermoen |
| Onur Air                      | Szezonális charter: Antalya, Bodrum |
| Ryanair                       | Alicante, Beauvais, Bergamo, Bologna, Bristol, Charleroi, Cork, Dublin, East Midlands, Edinburgh, Gdańsk, Glasgow, Kiev–Boryspil, Leeds, Liverpool, London–Stansted, Malta, Manchester, Naples, Newcastle upon Tyne, Odessa, Palermo, Rome–Ciampino, Sandefjord, Shannon Szezonális: Athens, Cagliari, Chania, Girona, Madrid, Málaga, Palma de Mallorca, Podgorica, Tenerife–South |
| Scandinavian Airlines         | Szezonális: Koppenhága |
| Smartwings Poland             | Szezonális charter: Bodrum, Chania, Corfu, Lamezia Terme, Rhodes |
| SunExpress                    | Szezonális: İzmir |
| Swiss International Air Lines | Zürich |
| Wizz Air                      | Bari, Birmingham, Doncaster/Sheffield, Dortmund, Eindhoven, Kharkiv, Kijev–Zsuljani, Kutaisi, Larnaca, London–Luton, Lviv, Odessa, Reykjavík–Keflavík, Sandefjord, Stockholm–Skavsta, Zaporizhia |

## Futópályák
A repülőtér futópályái:
- 11/29

## Forgalom
Az utasforgalom az elmúlt években az alábbi módon változott:
| Utasok száma | 78 684 | 136 024 | 191 502 | 273 712 | 857 931 | 1 324 483 | 1 942 000 | 2 371 621 | 3 548 016 | 2 878 054 |
|              | 1993   | 1996    | 1999    | 2003    | 2006    | 2009      | 2012      | 2016      | 2019      | 2022      |